# J.B. Hunt

J.B. Hunt Transport Services, Inc. — одна з найкрупніших американських компаній в сфері вантажоперевезень. Була заснована Джонні Брайаном Хантом 10 серпня 1961 року. Базується в місті Ловел, штат Арканзас.

## Історія
Спочатку J.B. Hunt мала лиш п'ять вантажних автомобілів та сім рефрежираторних напівприцепів, але до 1983 року компанія перетворилася на одну з 80-ти найбільших транспортних організацій США з доходом в 63 млн доларів. Число працівників склало приблизно тисячу чоловік. З 1989 року керівництво компанії вирішило просуватися в області інтермодальних перевезень та почало заключати договори з залізницями. На теперішній час дохід J.B. Hunt дорівнює приблизно 3 млрд доларів. Вона представляє послуги на території США, Канади та Мексики.